# Ondrej Duda
Ondrej Duda (* 5. prosince 1994 Snina) je slovenský profesionální fotbalista, který hraje na pozici ofensivního záložníka za italský klub Hellas Verona FC a za slovenský národní tým. Mimo Slovensko působil na klubové úrovni v Polsku, Německu a Anglii.
Za rok 2014 vyhrál cenu Petra Dubovského, která se na Slovensku uděluje nejlepšímu slovenskému hráči do 21 let.

Jeho oblíbeným klubem je Liverpool FC, oblíbeným hráčem anglický záložník Steven Gerrard. Je věřící.

## Klubová kariéra
Svoji fotbalovou kariéru začal v týmu MFK Snina.

### MFK Košice
Od dorostu působil v klubu MFK Košice, do A-týmu ho v jeho 17 letech povolal trenér Ján Kozák. V zimním přestupovém okně sezony 2013/14 se domlouval na přestupu do polského týmu Legia Warszawa. Smlouva s Košicemi mu končila v létě 2014, Ondrej chtěl odejít již v zimě, což by bylo výhodné i pro klub, který by za něj inkasoval peníze (v létě by totiž mohl odejít zadarmo i přes zavedený systém tabulkového odstupného, který se na přestupy do zahraničí nevztahoval).

### Legia Warszawa
Do Legie nakonec v závěru února 2014 přestoupil. Podepsal smlouvu na 4½ roku. Polské mužstvo údajně za hráče zaplatilo 300 tisíc eur. V Ekstraklase debutoval 9. března 2014 v utkání se Śląskem Wrocław (remíza 1:1). Nastoupil v základní sestavě a hrál do 57. minuty. Při své premiéře se dostal do dvou brankových příležitostí, které ale neproměnil. O týden později 16. března vstřelil v Ekstraklase svůj první ligový gól proti týmu Wisła Kraków. Zvyšoval na průběžných 2:0, utkání skončilo remízou 2:2. Prakticky nepotřeboval čas na adaptaci v novém klubu, od začátku podával výkony na vysoké úrovni. Sezonu 2013/14 zakončil úspěšně, ziskem polského ligového titulu.
V sezoně 2014/15 v domácím duelu 2. předkola Ligy mistrů UEFA proti irskému klubu St Patrick's Athletic FC (remíza 1:1) přihrával v samém závěru na gól Miroslavu Radovićovi. Stejnému hráči přihrával na branku i v odvetě 23. července, Legia vyhrála v Irsku 5:0 a postoupila do 3. kola proti skotskému Celtic FC. S Legií měl našlápnuto do play-off předkola po vítězstvích nad Celticem 4:1 doma a 2:0 venku, nicméně UEFA potrestala kontumací klub za administrativní chybu (neoprávněný start hráče Bartosze Bereszynského v závěru odvetného utkání) a Legia tak přišla o možnost zabojovat o základní skupinu LM. Místo toho se představila ve 4. předkole Evropské ligy 2014/15 proti kazašskému FK Aktobe. Duda vstřelil v prvním utkání v Kazachstánu vítězný gól a zařídil výhru Legie 1:0. Legia poté vyhrála i v odvetě a kvalifikovala se do základní skupiny. Vítězným gólem rozhodl i zápas 6. listopadu 2014 proti FK Metalist Charkov, Legia si vítězstvím 2:1 zajistila postup do jarního šestnáctifinále. V sezóně 2014/15 vyhrál s klubem polský fotbalový pohár. Obhajoba ligového titulu se nezdařila, Legia skončila těsně na druhém místě konečné tabulky. Po sezóně se v médiích vyrojily informace o zájmu italského klubu Inter Milán.
S Legií postoupil do skupinové fáze Evropské ligy 2015/16. V sezóně 2015/16 obhájil s Legií prvenství v polském poháru a získal druhý titul v Ekstraklase.

### Hertha BSC
V červenci 2016 přestoupil z Legie do německého klubu Hertha BSC z Berlína, v médiích se uváděla přestupová částka 4–5 milionů eur. Podepsal pětiletý kontrakt a dostal dres s číslem 10. V mužstvu se sešel se svým krajanem Peterem Pekaríkem.

## Reprezentační kariéra
Duda reprezentoval Slovensko v kategoriích U19 a U21. S týmem U21 vyhrál v září 2014 3. kvalifikační skupinu (zisk 17 bodů) před druhým Nizozemskem (16 bodů), což znamenalo účast v baráži o Mistrovství Evropy hráčů do 21 let 2015 v České republice.
4. listopadu 2014 jej trenér Ján Kozák nominoval do A-mužstva slovenské reprezentace pro kvalifikační zápas s Makedonií a přípravný s Finskem. Proti Makedonii nenastoupil, debutoval až 18. listopadu proti Finsku, kde nastoupil na hřiště v 59. minutě (výhra 2:1). Při svém druhém reprezentačním startu 31. března 2015 v přátelském utkání proti České republice na žilinském Štadióně pod Dubňom vstřelil po přihrávce Jána Greguše vítězný gól na konečných 1:0.

### EURO 2016
Trenér Ján Kozák jej vzal na EURO 2016 ve Francii, kam se Slovensko probojovalo poprvé v éře samostatnosti. V prvním utkání proti Walesu Slovensko prohrálo 1:2, Duda vstřelil jediný gól svého mužstva a historicky první pro Slovensko na evropských šampionátech. Ve druhém zápase proti Rusku hrál na hrotu útoku a svým výkonem přispěl k důležitému vítězství 2:1. V posledním zápase základní skupiny proti Anglii utkání skončilo skončilo remízou 0:0. Slovenští fotbalisté skončili se 4 body na třetím místě tabulky, v osmifinále se představili proti reprezentaci Německa (prohra 0:3, Duda již nenastoupil) a s šampionátem se rozloučili.

### Reprezentační zápasy a góly
Zápasy Ondreje Dudy v A-mužstvu Slovenska
| Rok                | Zápasy | Góly |
| ------------------ | ------ | ---- |
| 2014               | 1      | 0    |
| 2015               | 6      | 1    |
| 2016               | 7      | 1    |
| 2017               | 3      | 0    |
| Celkem             | 17     | 2    |
| Platí k 5. 9. 2017 |        |      |

Góly Ondreje Dudy v A-mužstvu Slovenska
| 010                | 31. 3. 2015 | Štadión pod Dubňom, Žilina, Slovensko        | Česko | 01:0 0(50.) | 1:0 | přátelský zápas |
| 02                 | 11. 6. 2016 | Nouveau stade de Bordeaux, Bordeaux, Francie | Wales | 01:1 0(61.) | 2:1 | EURO 2016       |
| Platí k 5. 9. 2017 |             |                                              |       |             |     |                 |